# 北九州市立北方小学校
北九州市立北方小学校（きたきゅうしゅうしりつきたがたしょうがっこう）は、福岡県北九州市小倉南区北方にある公立小学校。

## 沿革
- 1909年（明治42年） - 北方尋常高等小学校として開校[2]
- 1937年（昭和12年） - 小倉市立北方尋常小学校に改称[2]
- 1941年（昭和16年） - 小倉市立北方国民学校に改称[2]
- 1947年（昭和22年） - 小倉市立北方小学校に改称[2]
- 1954年（昭和29年） - 霧丘小学校分離開校[2]
- 1956年（昭和31年） - 城野小学校分離開校[2]
- 1963年（昭和38年） - 北九州市立北方小学校に改称[2]
- 1976年（昭和51年） - 守恒小学校分離開校[2]
- 2007年（平成19年） - 創立100周年記念式典を挙行[2]

## 交通
- 北九州モノレール北方駅下車、徒歩約3分
- 西鉄バス北方小学校前バス停下車、徒歩約3分

## 周辺
- 国立病院機構小倉医療センター
- 福岡県立北九州高等学校